# Jean VI Cantacuzène
Pour les articles homonymes, voir Jean Cantacuzène, Cantacuzène et Jean VI.
 (janvier 2019).
Si vous disposez d'ouvrages ou d'articles de référence ou si vous connaissez des sites web de qualité traitant du thème abordé ici, merci de compléter l'article en donnant les références utiles à sa vérifiabilité et en les liant à la section « Notes et références ».
Jean VI Cantacuzène (grec : Ἰωάννης ΣΤ′ Καντακουζηνός), né vers 1295 à Constantinople, et mort le 15 juin 1383 à Mistra, est un empereur byzantin du 13 mai 1347 au 10 décembre 1354, fils de Michel Cantacuzène (1265-1316), gouverneur de Morée et de Théodora Paléologue Ange-Comnène (1276-1342).

## Ascension vers le pouvoir
Jean Cantacuzène est cousin d'Andronic III Paléologue, qui le crée grand domestique, c'est-à-dire chef des armées, ce qui le place en seconde position dans la hiérarchie byzantine.
Le 23 mai 1328, il participe à la prise de Constantinople par Andronic III et à la déposition d'Andronic II Paléologue. Il devient alors, en fait, le premier ministre du nouveau gouvernement, décidant de toutes les nominations et contrôlant les affaires de l'État.
À plusieurs reprises il refuse le titre de co-empereur ou de régent, préférant soutenir les droits de l'empereur régnant.

## La guerre civile (1341-1347)
À la mort d'Andronic III Paléologue en 1341, il devient régent de facto de l'Empire, malgré l'absence d'instructions de l'empereur défunt. Il se heurte cependant à l'opposition d'une fraction importante de la population de l'Empire et, en particulier, du patriarche Jean XIV Kalékas.
Pressé par Alexis Apokaukos de se faire proclamer empereur, Jean Cantacuzène refuse afin de préserver les droits de la dynastie Paléologue et propose de se retirer des affaires ; l'impératrice Jeanne de Savoie le persuade de demeurer à la tête du gouvernement et il part bientôt commander une expédition militaire afin de rétablir l'ordre en Macédoine puis en Thrace.
Apokaukos profite de son absence pour persuader le patriarche Kalékas ainsi que l'impératrice que Jean VI Cantacuzène est un usurpateur et un danger pour la paix. Réfugié à Didymotika, il s'y fait proclamer empereur par ses partisans le 26 octobre 1341. La noblesse d'Andrinople annonce alors l'élection de Jean Cantacuzène au trône impérial, provoquant une rébellion populaire. L'insurrection gagne ensuite les principales villes de l'Empire.
À partir d'avril 1343, plusieurs villes de Macédoine et de Thessalie reconnaissent Jean VI Cantacuzène comme empereur, abandonnant le parti d'Apokaukos, ; alors qu'il s'était jusque-là rallié à ce dernier, le roi Stefan Uroš IV Dušan de Serbie rappelle les troupes qu'il avait mises à sa disposition, l'isolant militairement dans Thessalonique. En 1344, le propre fils d'Apokaukos, Manuel Apokaukos, se rallie à Cantacuzène, suivant en cela l'exemple de Jean Vatatzès, lui-même parent du patriarche Kalékas.
Les ralliements devinrent plus nombreux après l'assassinat d'Apokaukos, le 11 juin 1345.
Par ailleurs, un autre grand débat divise l’Église et la société, dans la continuité du schisme Arsénite : en particulier les préceptes et pratiques de certains moines dits hésychastes, en désaccord à propos de la nature divine de la Transfiguration. La société est séparée entre hésychastes et anti-hésychastes ; mais bien que la controverse semble loin du monde de la politique, celle-ci coïncide avec l’explosion de la guerre dynastique suivant la mort de l’empereur Andronic III. Le patriarche Jean XIV Kalékas et le Duc Alexis Apokaukos estiment que les moines hésychastes sont coupables d’hérésie, alors que Jean Cantacuzène considère que la doctrine est parfaitement orthodoxe ; celui-ci peut alors compter sur le soutien inestimable des moines, en particulier du Mont Athos.
Le 21 mai 1346, Jean Cantacuzène parvient à s’imposer comme co-empereur au terme de la guerre civile : il confirme sa proclamation comme co-empereur, aux côtés de Jean V Paléologue, en acceptant de recevoir la couronne impériale à Andrinople des mains du patriarche de Jérusalem, mais il refuse catégoriquement de faire proclamer son fils Mathieu comme empereur associé. Finalement, le 3 février 1347, il entre à Constantinople.

## Le règne (1347-1354)
Devenu empereur, Jean Cantacuzène prend le titre de Jean VI, montrant ainsi qu'il refuse la préséance de rang sur l'empereur légitime, Jean V Paléologue. Cet arrangement n'est pas approuvée par la dynastie règnante, qui persiste à ne voir en lui qu'un usurpateur.
Soucieux de ramener la paix dans l'Empire, il accorde une amnistie générale à ceux qui l'avaient combattu, à l'exception de Jean XIV Kakélas qui refusa toujours d'être pardonné comme de lui pardonner et maintint l'excommunication qu'il avait prononcée contre lui en 1341.
Il est couronné en l'église de la Vierge des Blachernes par le nouveau patriarche Isidore Ier de Constantinople, le 13 mai 1347. Illustration de la décrépitude des finances impériales, le couronnement ne peut avoir lieu à Sainte-Sophie, trop délabrée, les joyaux de la couronne, gagés à Venise, sont remplacés par de la verroterie et la vaisselle du banquet était en simple terre cuite.

### L'hésychasme
Né sous les dernières années du règne d'Andronic III, l'hérésie hésychaste s'amplifie sous le règne de Jean VI menaçant l'intégrité de l'Église orthodoxe. Jean VI lui-même soutient les hésychastes qui, menés par Grégoire Palamas, l'avaient soutenu contre Kakélas et Jeanne de Savoie.
En 1351, Jean VI fait réunir un concile qui s'ouvre sous sa présidence au palais des Blachernes le 28 mai 1351. Le concile conclut à la conformité de l'hésychasme par rapport à l'orthodoxie. Le tomos contenant les décisions officielles du concile est proclamé en la basilique Sainte-Sophie le 15 août suivant, puis cosigné par l'empereur Jean V Paléologue en février 1352.

### Troubles intérieurs
Le règne de Jean VI est marqué par de nombreux troubles intérieurs, tant sur le plan social que sur le plan militaire :
- la peste noire s'abat sur l'Empire dès la première année du règne, ravageant notamment Constantinople, aggravant l'état de découragement et d'apathie dans lequel se trouvaient les byzantins après deux guerres civiles ;

- ses anciens alliés et ceux d'Anne de Savoie (vénitiens et turcs) se font menaçants, notamment Etienne V, tsar de Serbie ;

- il doit faire face aussi à une opposition populaire et religieuse, et à une révolte des Zélotes à Thessalonique ;

- en août 1348 les Génois envahissent la Corne d'Or et incendient la flotte byzantine.

- il doit céder aux Génois Salymbrie et Héraclée en 1352, malgré le concours des Vénitiens et doit faire face à une nouvelle guerre civile, qui l'oppose à Jean V, dès 1351.

### Réorganisation de l'Empire
Il abandonne la division de l'empire en thèmes, et met en place un système d'apanages pour le gouvernement de l'empire ; cette réorganisation correspond à la dispersion des territoires byzantins. 
Les territoires byzantins sont alors divisés en trois ensembles :
- la Thrace avec Constantinople,
- la Morée byzantine (où Jean VI, envoie son deuxième fils Manuel comme despote de Mistra),
- Thessalonique, favorable aux Paléologues.

## Abdication et retraite

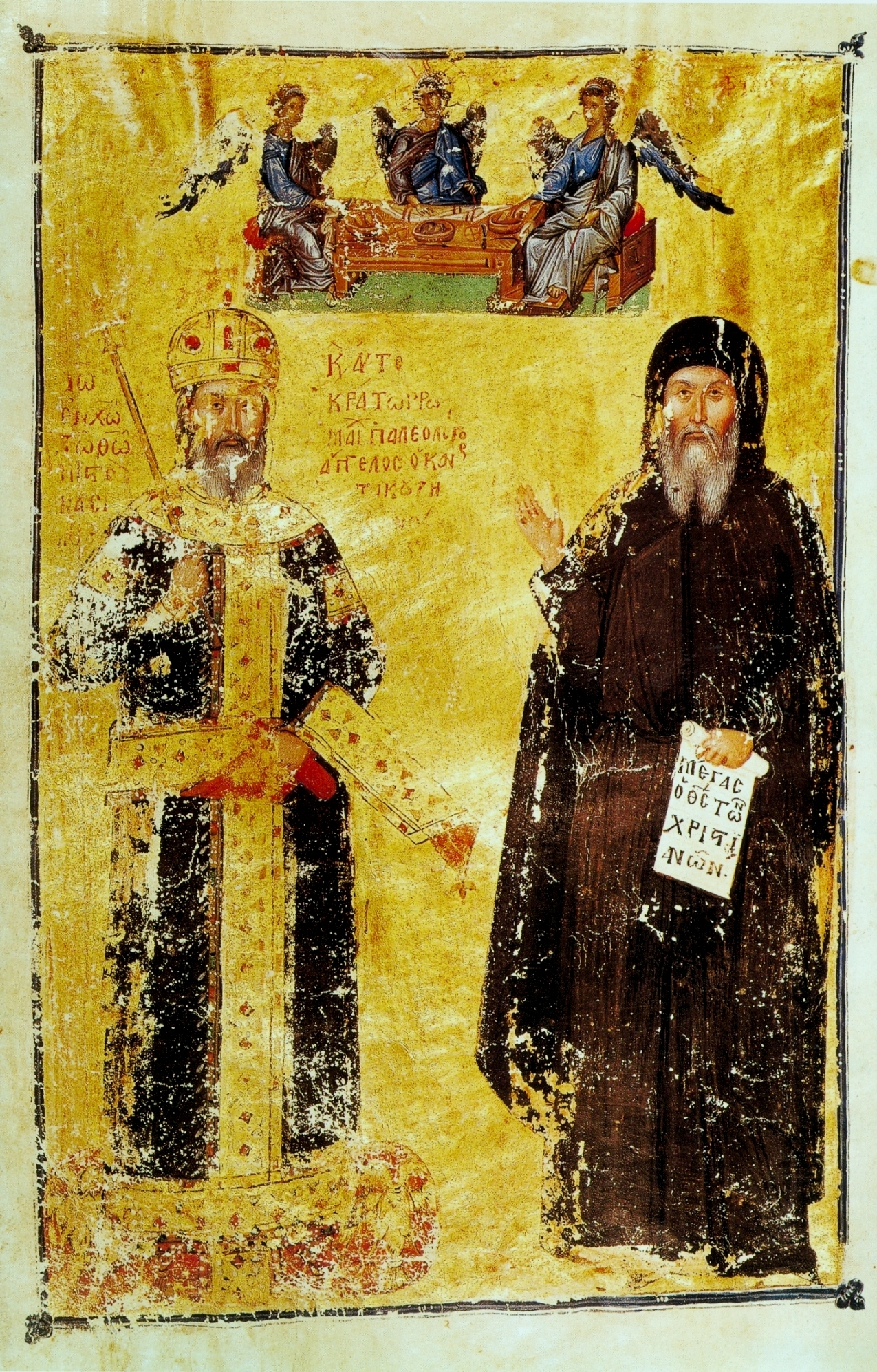
Jean VI Cantacuzème, représenté deux fois sur une fresque, en empereur et en moine.

La population de Constantinople demeure cependant attachée à la dynastie légitime des Paléologues, et en particulier à Jean V et s'oppose de plus en plus nettement à Jean VI. L'opposition se renforce en avril 1353 lorsque Jean VI fait proclamer coempereur son fils Mathieu Cantacuzène.
Ce couronnement provoque l'irritation du patriarche Calliste Ier de Constantinople, qui abdique et est remplacé par Philothée Kokkinos, partisan déclaré de Jean VI.
Le 22 novembre 1354, Jean V Paléologue entre à Constantinople, où il est acclamé par la foule. Le 1er décembre suivant, il signe avec Jean VI un accord de gouvernement aux termes duquel les deux hommes exercent en commun le pouvoir, tandis que Mathieu Cantacuzène demeurait empereur indépendant d'Andrinople jusqu'à sa mort.
Finalement, le 10 décembre 1354, Jean VI abdique et revêt l'habit monastique en prenant le nom de Joasaph Cantacuzène ; il entre au monastère Saint-Georges-des-Manganes, à Constantinople. Il s'installe plus tard au monastère de la Néa Péribleptos ; il meurt à Mistra auprès de son fils Manuel.
Son épouse, Irène, prend également le voile sous le nom d'Eugénie et se retire au couvent de Kyra Martha.
Jean Cantacuzène consacrera la fin de sa vie à l'écriture de ses Mémoires, qui sont achevés en 1369.

## Œuvres
- Histoire de l'Empire d'Orient, de 1340 à 1354, PG 153.
- Discours contre Mahomet, PG 154.

Jean Cantacuzène peut être considéré comme le dernier grand historien de Byzance, car il faudra attendre la chute de Constantinople pour retrouver des écrits d'historien. Son témoignage sur le XIVe siècle (1319-1356) est singulier car il en est le personnage principal même si Nicéphore Grégoras compose lui aussi son histoire.

## Famille et descendance
Il épouse avant 1320 Irène de Bulgarie, morte entre 1363 et 1379, fille d'Andronic Asen, prince bulgare, et a :
- Mathieu (1325-1391), empereur associé à son père.
- Manuel (1326-1380), despote du Péloponnèse (1349-1380).
- Marie (1328-après 1360), mariée en 1342 à Nicéphore II Orsini, despote d'Épire (1328-1359).
- Théodora (1332-après 1381), mariée en 1346 à Orhan, sultan ottoman (mort vers 1360).
- Hélène (1333-1396), mariée en 1347 à Jean V Paléologue (1332-1391).
- Andronic (1334-1347).